# کیبورز (کالیفرنیا)
کیبورز (به انگلیسی: Kyburz) یک منطقهٔ مسکونی در ایالات متحده آمریکا است که در شهرستان ال دورادو، کالیفرنیا واقع شده‌است. کیبورز ۱۶۷ نفر جمعیت دارد و ۱٬۲۳۷ متر بالاتر از سطح دریا واقع شده‌است.